# Múli
Múli is een dorp dat behoort tot de gemeente Hvannasunds kommuna in het noordoosten van het eiland Borðoy, in de Norðoyar regio, op de Faeröer. Múli heeft 4 inwoners. De postcode is FO 737. Múli was het laatste dorp op de Faeröer dat werd voorzien van elektriciteit, dat gebeurde dan toch in 1970. Er werd een weg aangelegd van Múli naar het plaatsje Norðdepil om de ontvolking tegen te gaan, toch wordt Múli al sinds 2002 als verlaten beschouwd ook al zijn er officieel nog 4 inwoners. Gedurende de zomermaanden komen sommige vroegere inwoners terug en gebruiken ze hun vroegere woningen als vakantiehuisje.